# جائزة بلجيكا الكبرى 1985
جائزة بلجيكا الكبرى 1985 هو سباق فورمولا 1 أقيم بتاريخ 15 سبتمبر 1985 في حلبة دي سبا فرانكورشومب، حمام معدني، بلجيكا. كان الثالث عشر من أصل 16 في بطولة العالم لسباقات الفورمولا واحد موسم 1985. حلّ البرازيلي آيرتون سينا أولا بينما جاء البريطاني نايجل مانسيل في المركز الثاني وحصل على المركز الثالث الفرنسي ألن بروست.

## وصلات خارجية
- الموقع الرسمي